# Manuel Jacobo Sosa Pavón
Gral. Manuel Jacobo Sosa Pavón fue un militar mexicano que participó en la Revolución mexicana. 

## Juventud
Nació en Chietla, Puebla, el 1 de mayo de 1888. Murió el 20 de enero de 1979. Era hijo de Ignacio Sosa y de Zeferina Pavón, así como descendiente directo del general José María Morelos y Pavón. Cursó hasta segundo año de primaria para desde muy joven trabajar como dependiente de una tienda y mensajero de telégrafos; más grande también trabajó en la fundición y venta de velas. En 1901 se trasladó a Cuautla, Morelos, donde trabajó como mozo y como pagador de peones en la Hacienda de Tenextepango. En 1910 trabajaba en el Ferrocarril Interoceánico, con el cargo de conductor. Al triunfo maderista, en mayo de 1911, condujo el tren que llevó a Porfirio Díaz a Veracruz.

## Zapatismo
En 1913, después de la Decena Trágica, Sosa Pavón se levantó en armas en la Estación Tláloc y se presentó ante Emiliano Zapata. Se le autorizó para formar una facción de dinamiteros y se le dio el grado de mayor. Operó en los estados de Oaxaca, Tlaxcala, Puebla y Morelos. Improvisó la reparación de una vía para sacar las máquinas de la Estación San Rafel al cuartel zapatista de Tlaltizapán, por lo que pronto ascendió a coronel. En 1915, durante el gobierno de la Convención de Aguascalientes, fue nombrado superintendente general de los ferrocarriles. En 1916, al entrar las fuerzas carrancistas a Morelos, huyó a Oaxaca y más tarde radicó en El Salvador, Centroamérica.

## Últimos años
En 1917 se amnistió a Venustiano Carranza, quien le encomendó la aprehensión de Félix Díaz, misión que no llevó a cabo. En 1920, al triunfo del movimiento de Agua Prieta, se estableció en Puebla y volvió a trabajar como ferrocarrilero, por lo que muchos años después, en 1970, fue pensionado por los Ferrocarriles Nacionales en México. Fue miembro del Comité directivo del Frente Zapatista. Murió en la Ciudad de México.